# 土器川
土器川（どきがわ）は、香川県を流れる河川。香川県唯一の一級河川である。中流部では祓川（はらいかわ）とも呼ばれる。

## 名称の由来
かつて河口付近の川原と三角州から取れた粘土から土師器などの土器を専門に製造する人々が住んでおり、河口には土器村（現丸亀市土器町など）という地名ができた事にちなんで名づけられたと言われている。流路延長は33 kmで、流域面積は140 km2である。

## 地理

### 流路
讃岐山脈を構成する標高1059 mの竜王山（香川県仲多度郡まんのう町勝浦）に源を発する。美霞洞温泉の付近まで南西に流れ、そこからは北西方向へと流れ、まんのう町北東端部の祓川公園付近で、より北向きに流れの方向を変えてから、丸亀平野を北流し、丸亀市土器町北と丸亀市富士見町の境界から瀬戸内海へ注ぐ。
江戸時代初期まで、土器川の河口は鵜足郡川津村（現在の坂出市川津町）と阿野郡福江村（現在の坂出市福江町）の間にあった。つまり、現在の坂出市中心部辺りで瀬戸内海に流れ込んでいた。しかし、藤堂高虎の家臣である西嶋八兵衛が高松藩（生駒藩）の奉行に就任すると、土器川の改修工事を含めて讃岐国各地で治水事業を行い、現在の位置に河口が付け替えられた。
また、1972年と1973年の夏に発生した干魃に、瀬戸内海の潮位も高かった事が重なり、土器川の下流域の農地で塩害が発生したため、その防止を目的として河口部には潮止堰を建設した。この潮止堰は予讃線よりも内陸側、ちょうど土器川の両岸に土器川河川敷緑地がある付近に位置する。

### 瀬切れ
土器川が流れる香川県は瀬戸内式気候で、日本において降雨が少ない地域である。土器川の流域での年間降水量は1200 mm程度に留まる。降雨は梅雨の時期と台風の時期の集中しているために、元から普段の流量は少ない。
土器川の水は農業用水としても取水されている。満濃池導水路を通して満濃池にも土器川の水が供給されている。その上、土器川の河底には砂礫が堆積しており、河川水が浸み込み易い。以上のような要因が重なり、しばしば断流して涸れ川になり、これを「瀬切れ」と言う。なお、瀬切れは、土器川の比較的上流部の飯野山付近ですら発生が見られる。しかし、大雨が降ると川が現れる。また、地下には伏流水が流れており、付近では地面を掘って伏流水を得るための出水を作り、これも農業用水などとして使ってきた。

### 主な支流
- 前ノ川 - まんのう町堀田で、土器川へ合流する。
- 清水川 - 土器川河川敷緑地の潮止堰よりも下流側で、土器川へ合流する。

### 流域の自治体
香川県
仲多度郡まんのう町、丸亀市 - 流域内人口は約35,000人。

### 並行する交通

#### 道路
- 香川県道154号久保谷塩江線（まんのう町勝浦） - 土器川の最上流部。
- 国道438号（まんのう町勝浦 - まんのう町長尾） - 三頭トンネルの西側から、長尾までの区間は、ほぼ土器川の流路に沿っている。
- 香川県道46号長尾丸亀線（まんのう町長尾 - 丸亀市土器町西） - 国道438号に代って、長尾から土器川の流路に沿っている。
- 香川県道21号丸亀詫間豊浜線（丸亀市土器町西 - 丸亀市土居町） - 香川県道46号に代って、土器川の支流の1つの清水川に達する付近までは、比較的土器川の流路に沿っている。
- 香川県道199号炭所西善通寺線（まんのう町炭所西 - まんのう町祓川橋西詰） - 土器川の中流部に沿っている。
- 香川県道195号岡田丸亀線（丸亀市飯山町東小川 - 丸亀市土器町東） - 土器川の下流部に沿っている。

#### 鉄道
やや遠いものの、鉄道では琴平駅付近の土讃線が、土器川の流路に比較的沿っている。

## 生物相

### 上流域
しばしば瀬切れを引き起こす土器川でも、上流部であれば水棲昆虫のアオサナエ、ゲンジボタルなどが見られ、さらに、コオニヤンマ、ムカシトンボなども見られる。

### 中流・下流域
しばしば瀬切れを起こす土器川では、乾燥した栄養分の乏しい礫の川原などに見られるヨモギなど見られる。ただ、かつては見られた礫の多い川原に生育するカワラハハコやハマウツボなどが見られなくなった一方で、ヨモギに加えて、ノイバラやクズなどが侵入してきたなど、植生に変化が起きた。

### 河口部
瀬切れが起きても土器川の地下には伏流水が流れており、河口部には汽水域が存在する。その河口部には潮止堰が建設されたものの、狭い汽水域には、ハママツナ、ハマサジなどの植生が見られ、また、魚類や甲殻類や貝類など、土器川の汽水域には多種の水棲生物が棲息している。

## 文化
土器川の河口近くの丸亀市土器町にある田潮八幡宮や吉岡神社の秋祭りでは、白装束の氏子らが神輿を担いだまま土器川に入る「水浴び神輿」と呼ばれる催しが行われる。神輿を大きく揺らしたり、ひっくり返したりする事が有名で、特に田潮八幡宮の祭では、川の両岸と近くの橋が見物人で溢れる。
丸亀市の「土器川河川敷広場」は昭和62年度手づくり郷土賞（水辺の風物詩）受賞、まんのう町の「土器川親水護岸」は平成5年度手づくり郷土賞（自然とふれあう水辺づくり）受賞。